# My First Kiss
My First Kiss è il primo singolo estratto dall'album Streets of Gold del gruppo statunitense di musica elettronica 3OH!3.
Il singolo, pubblicato negli Stati Uniti il 4 maggio 2010 e nel Regno Unito il successivo 4 luglio, vede la partecipazione della cantante statunitense di genere electropop Kesha.
Il singolo fa parte della colonna sonora del film del 2012 American Pie: Ancora insieme.
Il singolo è stato anche utilizzato in varie puntate della serie televisiva statunitense di cheerleader del 2010 Hellcats versione cantata insieme all'attrice e cantante Ashley Tisdale.

## Classifiche
| Classifica (2010)          | Posizione massima |
| -------------------------- | ----------------- |
| Australia                  | 13                |
| Austria                    | 28                |
| Billboard Canadian Hot 100 | 7                 |
| European Hot 100           | 9                 |
| Germania                   | 37                |
| Irlanda                    | 10                |
| Nuova Zelanda              | 15                |
| Regno Unito                | 7                 |
| Romania                    | 76                |
| U.S. Billboard Hot 100     | 9                 |
| U.S. Billboard Pop 100     | 15                |